# Duże dzieci
Duże dzieci – telewizyjny program rozrywkowy, (talk-show) wyprodukowany przez Telewizję Polską i Kuman Art, który ruszył jesienią 2005 roku na antenie TVP2. Twórcą, autorem scenariusza i reżyserem programu jest Leszek Kumański.
Jego głównymi bohaterami są dzieci w wieku 6–9 lat, które podpytywane przez Wojciecha Manna wypowiadają się na rozmaite, często bardzo trudne tematy. Wypowiedziom przysłuchują się specjalnie zaproszeni goście, którzy później ujawniają się przed dziećmi, odpowiadają na pytania. Współprowadzący – Katarzyna Stoparczyk.
Od sezonu 2006/2007, program był wzbogacony o dwie dodatkowe sekcje: Przedszkolaki z naszej paki (w ramach której prezentowane były nagrane wcześniej wypowiedzi przedszkolaków na poruszane w programie zagadnienia) oraz Lustracja (podczas której rodzice jednego z dziecięcych bohaterów opowiadali o nim i wpływie, jaki wywarł na niego udział w programie).

## Spis odcinków
| L.p. | Goście specjalni                                                                                    | Rok  |
| ---- | --------------------------------------------------------------------------------------------------- | ---- |
| 01   | Tatiana Okupnik, Zbigniew Niemczycki                                                                | 2005 |
| 02   | Michał Fajbusiewicz, Marcin i Rafał Mroczkowie                                                      | 2005 |
| 03   | Dariusz Michalczewski, Edyta Jungowska                                                              | 2005 |
| 04   | Małgorzata Kożuchowska, Paweł i Łukasz Golcowie                                                     | 2005 |
| 05   | Maciej Pol, Jarosław Kret                                                                           | 2005 |
| 06   | | 2005 |
| 07   | Cezary Żak, Maciej Kozłowski, Beata Kozidrak (świąteczny odcinek specjalny)                         | 2005 |
| 08   | Hanna Gronkiewicz-Waltz, Maria Winiarska, Wiktor Zborowski                                          | 2005 |
| 09   | Andrzej Niemczyk, Andrzej Grabowski                                                                 | 2005 |
| 10   | Hanna i Antoni Gucwińscy, Aida Kosojan-Przybysz                                                     | 2005 |
| 11   | Ewa Szykulska i Małgorzata Lewińska, zespół Sistars                                                 | 2005 |
| 12   | Robert Korzeniowski, Kuba Sienkiewicz                                                               | 2005 |
| 13   | Krzysztof Skiba, Beata Pawlikowska                                                                  | 2005 |
| 14   | prof. Andrzej Paczkowski, Hanna Bakuła                                                              | 2005 |
| 15   | Bożena Dykiel, Tadeusz Drozda                                                                       | 2005 |
| 16   | Magdalena Stużyńska-Brauer, Manuela Gretkowska                                                      |      |
| 17   | Jan Pietrzak, Jerzy Owsiak                                                                          | 2006 |
| 18   | gen. WP Włodzimierz Michalski, ks. Andrzej Majewski                                                 | 2006 |
| 19   | Michał Ogórek, Kabaret Moralnego Niepokoju                                                          | 2006 |
| 20   | Paweł Korzeniowski, Kazimiera Szczuka                                                               | 2006 |
| 21   | prof. Jan Miodek, prof. Bronisław Geremek                                                           | 2006 |
| 22   | Janusz Korwin-Mikke, Ewa Minge i Maciej Zień                                                        | 2006 |
| 23   | Dariusz Szpakowski, Wiktor Niedzicki                                                                | 2006 |
| 24   | prof. dr hab. Józef Kaźmierczak, Dorota Gawryluk                                                    | 2006 |
| 25   | Magdalena Zawadzka, Piotr Rubik                                                                     | 2006 |
| 26   | Bogusław Kaczyński, prof. Jerzy Bralczyk                                                            | 2006 |
| 27   | Aneta Kręglicka, Daniel Olbrychski                                                                  | 2006 |
| 28   | Doda, Maciej Damięcki, Matylda Damięcka i Mateusz Damięcki                                          | 2006 |
| 29   | Teresa Lipowska i Witold Pyrkosz, Krzysztof Mroziewicz                                              | 2006 |
| 30   | mec. Tadeusz de Virion, o. Wacław Oszajca                                                           | 2006 |
| 31   | Artur Barciś, płk. Roman Polko                                                                      | 2006 |
| 32   | Piotr Najsztub, prof. Andrzej Legocki                                                               | 2006 |
| 33   | Katarzyna Cichopek, Joszko Broda i zespół Dzieci z Brodą oraz Sienna Gospel Choir                   | 2006 |
| 34   | Mariusz Czerkawski, Sylwester Latkowski oraz zespół Milkshop                                        | 2006 |
| 35   | Jan Mela, Kot Przybora i Iwo Zaniewski                                                              | 2006 |
| 36   | Krystyna Feldman, Julia Pitera                                                                      | 2006 |
| 37   | Rafał A. Ziemkiewicz, Olga Lipińska, Henryk Sawka                                                   | 2006 |
| 38   | Mariusz Pudzianowski, Michał Żebrowski, Zofia Przybylska                                            | 2006 |
| 39   | prof. Antoni Wit, Włodzimierz Matuszak                                                              | 2006 |
| 40   | Beata Tyszkiewicz, Krzysztof Daukszewicz                                                            | 2006 |
| 41   | Krzysztof Hołowczyc, Zygmunt Chajzer, sierż. szt. Wojciech Ratyński                                 | 2006 |
| 42   | Jacek Fedorowicz, Joanna Liszowska                                                                  | 2006 |
| 43   | Jacek Żakowski, Jerzy Kryszak                                                                       | 2006 |
| 44   | Anna Dymna, Krzysztof Ibisz                                                                         | 2006 |
| 45   | Marcin Wójcik i Michał Wójcik, Janina Ochojska oraz Ireneusz Krosny                                 | 2006 |
| 46   | Stanisław Soyka, Karolina Malinowska                                                                | 2006 |
| 47   | Andrzej Piaseczny, Martyna Wojciechowska                                                            | 2006 |
| 48   | Krzysztof Krawczyk, Edyta Górniak                                                                   | 2006 |
| 49   | Marcin Prokop, Justyna, Magdalena i Cecylia Steczkowskie                                            | 2006 |
| 50   | Hubert Urbański, Tomasz Lis                                                                         | 2006 |
| 51   | red. Leszek Mazan, Beata Kozidrak i Kasia Pietras                                                   | 2006 |
| 52   | Rafał Bryndal, Maciej Orłoś oraz zespół Blog 27                                                     | 2006 |
| 53   | Rafał Królikowski, Magdalena Cielecka                                                               | 2006 |
| 54   | Jerzy Pilch, Józef Grudzień, Jerzy Kulej i Marian Kasprzyk                                          | 2006 |
| 55   | Paulina Holtz i Joanna Żółkowska, Dominika Ostałowska                                               | 2006 |
| 56   | Tomasz Kucharski i Robert Sycz, Tomasz Kot                                                          | 2006 |
| 57   | Wojciech Fibak, Joanna Brodzik                                                                      | 2006 |
| 58   | Maciej Stuhr oraz Golec uOrkiestra (świąteczny odcinek specjalny)                                   | 2006 |
| 59   | Włodzimierz i Maciej Zientarscy, Marek Kamiński                                                     | 2006 |
| 60   | Tomasz Sekielski, Andrzej Morozowski oraz Mieczysław Szcześniak i Mezo                              |      |
| 61   | Jacek Żakowski i Jerzy Kryszak                                                                      |      |
| 62   | Zbigniew Zamachowski, Elżbieta Dzikowska                                                            |      |
| 63   | Paulina Chylewska, Ewelina Kopic, Krzysztof Ziemiec, gen. broni Lech Konopka                        |      |
| 64   | Marek Siudym, Grażyna Szapołowska                                                                   | 2007 |
| 65   | Jacek Borkowski i Karolina Borkowska, prezes Mensy – Dorota Rakowiecka                              | 2007 |
| 66   | Piotr Adamczyk, Marek Kondrat                                                                       | 2007 |
| 67   | Jan Englert, Marcin Daniec                                                                          | 2007 |
| 68   | Grażyna Torbicka                                                                                    | 2007 |
| 69   | Wojciech Jagielski, komendant główny Straży Pożarnej Witold Skomra                                  | 2007 |
| 70   | Katarzyna Grochola, kom. Zbigniew Urbański                                                          | 2007 |
| 71   | Tadeusz Mosz, Wojciech Malajkat                                                                     | 2007 |
| 72   | Małgorzata Foremniak, Stanisław Drzewiecki                                                          | 2007 |
| 73   | Olga Bończyk, Dorota Sumińska, Katarzyna Trzaskalska                                                | 2007 |
| 74   | | 2007 |
| 75   | Agata Konarska, Dariusz Łukawski, Grażyna i Filip Wolszczak                                         | 2007 |
| 76   | Beata Sadowska i Agnieszka Szulim, Grzegorz Halama                                                  | 2007 |
| 77   | | 2007 |
| 78   | Janusz Weiss, Maciej Maleńczuk z córkami, Jacek Bieńkuński, Artur Barciś                            | 2007 |
| 79   | zespół The Jet Set, Janina Paradowska i Joanna Lichocka                                             | 2007 |
| 80   | Magdalena Środa, Jacek Pospieszalski, Maciej Pol                                                    | 2007 |
| 81   | Jan Pietrzak i Krzysztof Cugowski, Kamila Drecka i Robert Więckiewicz                               | 2007 |
| 82   | Wojciech Cejrowski, Jarosław Spychała, Katarzyna Janowska, Piotr Mucharski                          | 2007 |
| 83   | Dorota Wysocka-Schnepf, Katarzyna Kolenda-Zaleska, Stanisław Zalewski, Weronika Rosati              | 2007 |
| 84   | Adam Wajrak i Jacek Kleyff, Ernest Bryll, prof. Jacek Kajtoch                                       | 2007 |
| 85   | Hanna Lis, Tomasz Lis, Maciej Orłoś (świąteczny odcinek specjalny)                                  | 2007 |
| 86   | Katarzyna Cerekwicka, prof. Wiesław Marian Olszewski, Joanna Szczepkowska                           | 2007 |
| 87   | Małgorzata Walewska, Zbigniew Bujak                                                                 | 2007 |
| 88   | | 2007 |
| 89   | | 2007 |
| 90   | Jarosław Kulczycki i dr Lech Kotwicki, Tatiana Okupnik i Maciej Kurzajewski oraz chór Sound'n'Grace | 2007 |
| 91   | Piotr Kraśko, Kabaret Elita: Leszek Niedzielski, Jerzy Skoczylas i Stanisław Szelc                  | 2007 |
| 92   | Emilian Kamiński, minister Elżbieta Bieńkowska, Marian Buras – wójt gminy Morawica, Dzieci z Brodą  | 2007 |